# Катберт (Џорџија)
Катберт (Џорџија) (енгл. Cuthbert) град је у америчкој савезној држави Џорџија. По попису становништва из 2010. у њему је живело 3.873 становника.

## Демографија
Према попису становништва из 2010. у граду је живело 3.873 становника, што је 142 (3,8%) становника више него 2000. године.
| Група             | 2000.         | 2010.         |
| Белци             | 870 (23,3%)   | 737 (19,0%)   |
| Афроамериканци    | 2.769 (74,2%) | 3.051 (78,8%) |
| Азијати           | 12 (0,3%)     | 18 (0,5%)     |
| Хиспаноамериканци | 73 (2,0%)     | 65 (1,7%)     |
| Укупно            | 3.731         | 3.873         |